# G★ウォーズ
『G★ウォーズ』（ジー・ウォーズ）は、2010年10月17日から2011年2月6日までフジテレビ系列で毎週日曜日19時58分 - 20時54分（JST）に放送されていたバラエティ番組。ハイビジョン制作。

## 概要
深夜とスペシャルで放送された『オレワン』を、ゴールデンタイムへの時間枠移動や特番収録時に起こした不祥事等を加味した上で、リニューアルさせた番組。
Gウォーズの「G」は「芸人（Geinin）」「軍団（Gundan）」「激突（Gekitotsu）」の頭文字をあわせたものであり、当初は芸人同士で結成した2軍団による団体戦を行っていた。
しかし、2010年10月31日の放送分から一部企画に個人戦が導入、11月14日放送分では芸人以外の出場者（JOY）が参戦と、徐々に当初のコンセプトは崩れ、同年11月28日放送分からは完全に1競技ごとに勝者を決めていく、『オレワン』同様のコンセプトに戻った。
フジテレビは2011年2月6日の放送をもって打ち切りとすることを急遽決定した。なお、打ち切りに伴い、最終回同日（前日深夜）の1:35 - 4:55（SEE Eggs枠）にお蔵入り企画や通常枠で放送予定だった企画の代替放送が行われた。
後番組は『爆笑 大日本アカン警察』。
2012年1月1日放送の『第45回爆笑ヒットパレード2012』において1日限りの復活。

## 出演
MC
- ゴッド今田（今田耕司）

アシスタント
- エンジェル高橋（高橋茂雄（サバンナ））

## 番組で行われた競技
ドミノダッシュウォーズ
軍団のうち1人がプッシャー、残りがランナーとして臨む。スタートの合図とともに相手チームのプッシャーは巨大ドミノを押してドミノを倒していく。ランナーはうつぶせの状態から起き上がりダッシュする。先に20m先にあるボタンを押した方の勝利。ランナーの勝利数が多い軍団の勝利。同点の場合は1回限りの延長戦を行い、それでも決着がつかなければ引き分け。
空中ゴムレスリングウォーズ
空中に3本のゴムが張られた状態で相手と1対1で戦う。ゴムを揺さぶって相手を落とした方の勝利。軍団戦での勝負の場合は人数分戦い、勝利数の多い軍団の勝利。
滑舌ウォーズ
事前に選んだ問題に書かれている噛みやすい言葉を全員が言えたら1ポイント。誰か1人でもつっかえたり噛んでしまったら失敗。きわどい場合はフジテレビアナウンサーが判定する。5回行い成功数の多い軍団の勝利。
スーパーダンクシュートウォーズ
5人が列となり、順に走り出しジャンプ台からジャンプする。1人目から4人目まではバスケットボールをバックボードに当てて次の人にパスする。最後の人がそのボールをダンクシュートすることができれば成功。ボールが入ってもダンクシュートでなければ失敗。5回行い成功数の多い軍団の勝利。
グラグラ大縄跳びウォーズ
水上に浮かぶ浮島の上で縄跳びを飛ぶ。水中に落ちるか、引っかかった時点で終了。1人ずつ行い、メンバーの合計回数が多い軍団の勝利。1人での最高記録は団長（安田大サーカス）の100回。
5mけん玉ウォーズ
ひもの長さが5m（通常は40cm）の特製けん玉を使い、大皿に乗せられるかを競う。サドンデスで行い、先に成功した軍団の勝利。
ボウリング幅跳び★ウォーズ
ボウリングの球を投げてジャンプ台からボールを飛ばし、3m先にある50cm×50cmの的（ボウリングのピンが敷き埋められている）に当たれば成功。距離は50cmずつ広がっていく。失敗したら脱落のサバイバル方式で行い、1番遠くの距離を成功したメンバーがいる軍団の勝利。最高記録は春日俊彰（オードリー）の6.5m成功。
ギリギリタライウォーズ
自分の真上にあるタライのヒモを自分のタイミングで切った後、すぐに避けて当たらないようにする。タライにはインクが塗ってあり、少しでも接触するとインクが付く。軍団員が1人ずつ挑戦し成功者が出れば次へ、失敗した場合は新たな挑戦者を出す。また、失敗した挑戦者は脱落となり以降の距離に挑戦できない。70cmから距離を下げていき、一番短い距離を成功させた軍団員がいる軍団の勝利。両軍同じ距離で失敗するか、最短距離の5cmを両軍が成功させた場合は引き分け。最短距離の5cm成功者はゴルゴ松本、国沢一誠（ヒカリゴケ）。
水上ゴザ走りウォーズ
50mプール上に張られたゴザの上をどれだけ走れるかを競う競技。なお、複数の完走者が出た場合はゴールタイムで速いものが勝者となる。最高記録はチロ（ビックスモールン）の15秒22（50m完走）。
根性ブランコウォーズ
高さ4mの特製巨大ブランコをどれだけ高く漕げるかを競う。制限時間1分の間に到達した最高地点の角度が記録となる。なお、1回転以上した場合は何回転できたかが記録となる。最高記録は金田哲（はんにゃ）の1800度（5回転）。
ピンポイントカラオケウォーズ
カラオケの盛り上がる一部分だけを歌い上手さを競う。キーは原曲のままで、歌手本人に続いて歌う。音感のみならず、集中力もカギとなる。1対1のトーナメント戦で行われる、3人の審査員のうち2人以上から支持を得たら勝利となる。なお、各対戦ごとにテーマ曲が出されるが、当該対戦者にはテーマ曲は事前には知らされていない。また、決勝戦は互いの十八番カラオケソングを歌い2連勝した方が勝利だが、決着がつかなければ番組が用意した難易度の高い3曲目で決着をつける。

## スタッフ
EDロールは、肩書きの後に例の様に（例：演出軍団）と表示する。
- 構成：鈴木おさむ、山内正之、岩本哲也、くらなり
- TD/SW：坂本淳一
- CAM：真野昇太
- VE：富澤貴啓
- AUD：吹野真穏
- 照明：八木原伸治、三觜繁
- EED：一ノ瀬勝（笑カンパニー）
- MA：中村和弘（笑カンパニー）
- 音響効果：松長芳樹（デジタルサーカス）
- CG：田中秀幸（フレイムグラフィックス）
- 美術制作：井上明裕、吉田恵美子
- デザイン：棈木陽次、安部彩
- 美術進行：矢野雄一郎、西嶋友里、林直樹
- 大道具：浅見大、佐藤貴志
- アートフレーム：三浦丈裕
- アクリル装飾：國母淳一
- 特殊美術：高橋明
- 視覚効果：中溝雅彦
- 小道具：羽染香樹
- 生花装飾：安藤岳
- 特殊装置：石田俊一
- 衣裳：珍田愉華
- メイク：田中玲名
- ナレーション：岩井証夫
- 技術協力：八峯テレビ、FLT、笑カンパニー
- 編成：佐々木渉
- 広報：島谷真理
- 制作協力：FCC
- デスク：稲月彰子
- TK：楮本眞澄
- 制作進行：黒柳法子
- FD：瀧澤卓
- AP：石橋裕子
- AD：中沼竜太、藤原弘樹、山本健太郎
- ディレクター：名城ラリータ、宮崎鉄平、浅野克己、大平進士、上野貴央、庄司裕暁、青木達生
- プロデューサー：飯村徹郎、増當一也
- 演出：金子傑
- チーフプロデューサー：清水泰貴
- 製作著作：フジテレビ

## ネット局
| 放送対象地域   | 放送局                     | 系列                                         | 放送日時                      | 備考       |
| -------------- | -------------------------- | -------------------------------------------- | ----------------------------- | ---------- |
| 関東広域圏     | フジテレビ（CX）           | フジテレビ系列                               | 日曜 19:58 - 20:54            | 制作局     |
| 北海道         | 北海道文化放送（uhb）      | フジテレビ系列                               | 日曜 19:58 - 20:54            | 同時ネット |
| 岩手県         | 岩手めんこいテレビ（mit）  | フジテレビ系列                               | 日曜 19:58 - 20:54            | 同時ネット |
| 宮城県         | 仙台放送（OX）             | フジテレビ系列                               | 日曜 19:58 - 20:54            | 同時ネット |
| 秋田県         | 秋田テレビ（AKT）          | フジテレビ系列                               | 日曜 19:58 - 20:54            | 同時ネット |
| 山形県         | さくらんぼテレビ（SAY）    | フジテレビ系列                               | 日曜 19:58 - 20:54            | 同時ネット |
| 福島県         | 福島テレビ（FTV）          | フジテレビ系列                               | 日曜 19:58 - 20:54            | 同時ネット |
| 新潟県         | 新潟総合テレビ（NST）      | フジテレビ系列                               | 日曜 19:58 - 20:54            | 同時ネット |
| 長野県         | 長野放送（NBS）            | フジテレビ系列                               | 日曜 19:58 - 20:54            | 同時ネット |
| 静岡県         | テレビ静岡（SUT）          | フジテレビ系列                               | 日曜 19:58 - 20:54            | 同時ネット |
| 富山県         | 富山テレビ（BBT）          | フジテレビ系列                               | 日曜 19:58 - 20:54            | 同時ネット |
| 石川県         | 石川テレビ（ITC）          | フジテレビ系列                               | 日曜 19:58 - 20:54            | 同時ネット |
| 福井県         | 福井テレビ（FTB）          | フジテレビ系列                               | 日曜 19:58 - 20:54            | 同時ネット |
| 中京広域圏     | 東海テレビ（THK）          | フジテレビ系列                               | 日曜 19:58 - 20:54            | 同時ネット |
| 近畿広域圏     | 関西テレビ（KTV）          | フジテレビ系列                               | 日曜 19:58 - 20:54            | 同時ネット |
| 島根県・鳥取県 | 山陰中央テレビ（TSK）      | フジテレビ系列                               | 日曜 19:58 - 20:54            | 同時ネット |
| 岡山県・香川県 | 岡山放送（OHK）            | フジテレビ系列                               | 日曜 19:58 - 20:54            | 同時ネット |
| 広島県         | テレビ新広島（TSS）        | フジテレビ系列                               | 日曜 19:58 - 20:54            | 同時ネット |
| 愛媛県         | テレビ愛媛 （EBC）         | フジテレビ系列                               | 日曜 19:58 - 20:54            | 同時ネット |
| 高知県         | 高知さんさんテレビ （KSS） | フジテレビ系列                               | 日曜 19:58 - 20:54            | 同時ネット |
| 福岡県         | テレビ西日本（TNC）        | フジテレビ系列                               | 日曜 19:58 - 20:54            | 同時ネット |
| 佐賀県         | サガテレビ（STS）          | フジテレビ系列                               | 日曜 19:58 - 20:54            | 同時ネット |
| 長崎県         | テレビ長崎（KTN）          | フジテレビ系列                               | 日曜 19:58 - 20:54            | 同時ネット |
| 熊本県         | テレビくまもと（TKU）      | フジテレビ系列                               | 日曜 19:58 - 20:54            | 同時ネット |
| 鹿児島県       | 鹿児島テレビ（KTS）        | フジテレビ系列                               | 日曜 19:58 - 20:54            | 同時ネット |
| 沖縄県         | 沖縄テレビ（OTV）          | フジテレビ系列                               | 日曜 19:58 - 20:54            | 同時ネット |
| 大分県         | テレビ大分（TOS）          | フジテレビ系列 日本テレビ系列                | 金曜 0:38 - 1:38 （木曜深夜） | 遅れネット |
| 宮崎県         | テレビ宮崎（UMK）          | フジテレビ系列 日本テレビ系列 テレビ朝日系列 | 水曜 0:29 - 1:26 （火曜深夜） | 遅れネット |
| 青森県         | 青森放送（RAB）            | 日本テレビ系列                               | 金曜 0:43 - 1:38 （木曜深夜） | 遅れネット |